# Corydon (Kentucky)
Corydon é uma cidade localizada no estado americano de Kentucky, no Condado de Henderson.

## Demografia
Segundo o censo americano de 2000, a sua população era de 744 habitantes.
Em 2006, foi estimada uma população de 786, um aumento de 42 (5.6%).

## Geografia
De acordo com o United States Census Bureau tem uma área de
1,4 km², dos quais 1,4 km² cobertos por terra e 0,0 km² cobertos por água.

## Localidades na vizinhança
O diagrama seguinte representa as localidades num raio de 20 km ao redor de Corydon.